# 1864 na arte

## Nascimentos
| Data           | Nome                           | Profissão                                        | Nacionalidade                              | Observações                                                     | Ref |
| -------------- | ------------------------------ | ------------------------------------------------ | ------------------------------------------ | --------------------------------------------------------------- | --- |
| 1 de outubro   | Arnaldo Redondo Adães Bermudes | arquitecto, professor de arquitectura e político | Reino Unido de Portugal, Brasil e Algarves | m. 1948 Prémio Valmor 1908 Menção honrosa do Prémio Valmor 1909 |     |
| 24 de novembro | Henri de Toulouse-Lautrec      | pintor pós-impressionista e litógrafo            | França                                     | m. 1901                                                         |     |
| 8 de dezembro  | Camille Claudel                | escultora                                        | França                                     | m. 1943                                                         |     |

## Mortes
| Data | Nome | Profissão | Nacionalidade | Observações | Ref |
| ---- | ---- | --------- | ------------- | ----------- | --- |